# Zapata County
Zapata County är ett administrativt område i delstaten Texas, USA. År 2010 hade countyt 14 018 invånare (2010). Den administrativa huvudorten (county seat) är Zapata. 

## Geografi
Enligt United States Census Bureau så har countyt en total area på 2 740 km². 2 582 km² av den arean är land och 158 km² är vatten.  

### Angränsande countyn
- Webb County - nord
- Jim Hogg County - öst
- Starr County - sydost
- gränsar till Mexiko i väst